# Alexander Eig

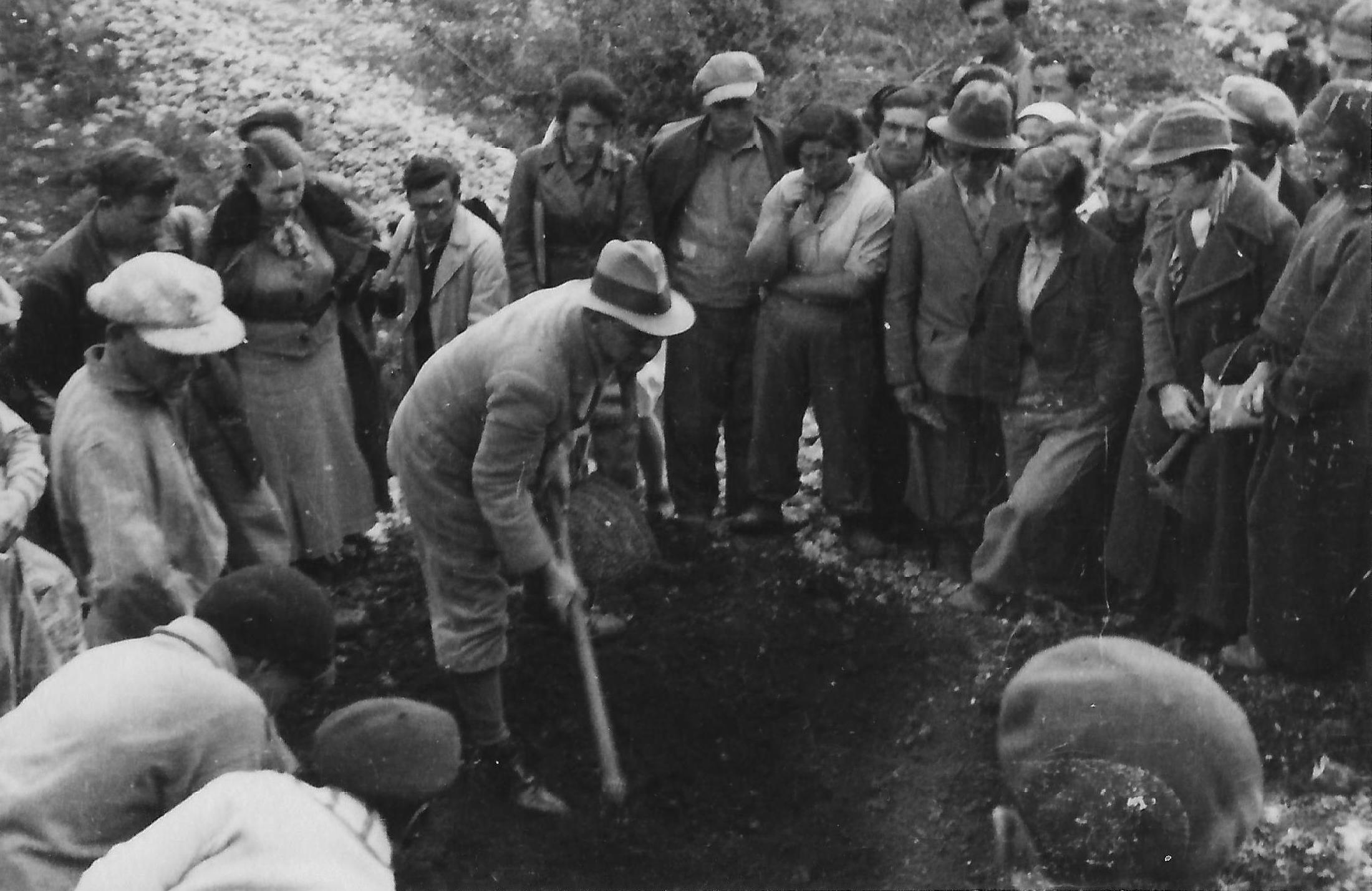
el Botànic Alexander Eig plantar el primer arbre al jardí - Muntanya Scopus 1931

Alexander Eig (1894-1938) va ser un botànic i professor israelià.
L'any 1920 funda l'herbari de la Universitat Hebrea Mount Scopus; i l'any 1931 crea el seu Israel Jardí Botànic Nacional, sent el primer a organitzar les flores per regions geogràfiques.

## Algunes publicacions
- Eig, A; M Zohary. 1938. Plants new for Palestine I. Journal of Botany, Jerusalem. 1a ed. 36 pp. ilustr.
- 1955. Systematic Studies on Astragali of the Near East (Especially Palestine, Syria, Iraq). Ed. The Israel Scientific Press

### Llibres
- 1927. A second contribution to the knowledge of the flora of Palestine. Ed. Zionist Organisation. Institute of Agriculture and Natural History. Division of Biology. Bulletin 6. 88 pàg.